# Сливка Мирослав Миколайович
Миросла́в Микола́йович Сли́вка (17 січня 1990 — 27 січня 2018) — старший солдат Збройних сил України, учасник російсько-української війни.

## Життєпис
Народився 1990 року в місті Полонне (Хмельницька область); 2007-го закінчив 11 класів школи № 7, вступив до Житомирського національно-екологічного університету, 2012 року здобув спеціальність «агроном із захисту рослин». Тричі займав призові місця на обласних олімпіадах. Придбав ділянку біля лісу, хотів побувати будинок — щоб жити на природі; отримав у спадщину від бабусі хатинку і доводив її до ладу власними силами. З 2011 року паралельно навчався в агрошколі при холдингу «Мрія» — за фахом «біологічне землеробство», та працював агрономом (до серпня 2014 року).
У серпні 2014 добровольцем пішов у батальйон Нацгвардії; 2015-го підписав контракт. 4 квітня 2016 року поновив контракт. Старший солдат, військовослужбовець 1-го БОП ім. Кульчицького; старший розвідник.
27 січня 2018 року загинув в обідню пору від кульового поранення, несумісного із життям, під час виконання бойового завдання поблизу смт Верхньоторецьке (Ясинуватський район), внаслідок снайперського обстрілу росіянами з боку окупованої Пантелеймонівки.
30 січня 2018 року похований на Новому кладовищі міста Полонне.
Без Мирослава лишилися мама, брат і сестра.

## Нагороди та вшанування
- Указом Президента України № 98/2018 від 6 квітня 2018 року, «за особисту мужність і самовіддані дії, виявлені у захисті державного суверенітету та територіальної цілісності України, зразкове виконання військового обов'язку», нагороджений орденом «За мужність» III ступеня (посмертно)[2].
- 26 вересня 2018 року в полонській школі № 7 відбулося відкриття меморіальної дошки Мирославу Сливці.
- Вшановується в меморіальному комплексі «Зала пам'яті», в щоденному ранковому церемоніалі 27 січня[3][4].